# Jens Langeneke
Jens Langeneke (* 29. März 1977 in Lippstadt) ist ein ehemaliger deutscher Fußballspieler.

## Stationen
Jens Langeneke begann seine Profikarriere im Jahr 2000 bei Rot-Weiß Oberhausen. Zuvor hatte er in seiner Heimatstadt beim SV Lippstadt gespielt. 2003 wechselte er zum VfL Osnabrück und bereits nach einem Jahr zu LR Ahlen. Dort spielte er bis 2006, bevor er im Juli zu Fortuna Düsseldorf wechselte. Dort spielte Langeneke als Abwehrspieler in der Innenverteidigung. In der Saison 2010/11 war Langeneke als Verteidiger mit acht Toren, darunter sieben verwandelte Elfmeter, der erfolgreichste Torschütze der Fortuna. In der folgenden Spielzeit 2011/12 verwandelte er allein in der Hinrunde erneut sieben Elfmeter und holte mit Düsseldorf zudem die Herbstmeisterschaft der Zweiten Liga. Am Saisonende reichten Tabellenplatz drei und die anschließenden nervenaufreibenden Relegationsspiele gegen Hertha BSC zum Aufstieg in die Bundesliga. In der Sommerpause 2012 verlängerte er seinen auslaufenden Vertrag um ein weiteres Jahr bis 2013.
Nach Auslaufen seines Vertrages wechselte Langeneke zur Saison 2013/14 in die zweite Mannschaft (U-23) der Fortuna, in der er bereits in der Vorsaison zweimal in der viertklassigen Regionalliga West ausgeholfen hatte. Im Sommer 2015 beendete er im Alter von 38 Jahren nach neun Jahren bei Fortuna Düsseldorf seine aktive Karriere in der U-23 und ist seitdem Trainer im Nachwuchsleistungszentrum der Fortuna.

## Erfolge
- Aufstieg in die 2. Bundesliga 2008/09 mit Fortuna Düsseldorf
- Aufstieg in die Bundesliga 2011/12 mit Fortuna Düsseldorf